# Nadieżda Palejewa
Nadieżda Siergiejewna Palejewa (ros. Надежда Сергеевна Палеева; ur. 24 września 1985 w Omsku) – rosyjska bobsleistka, brązowa medalistka mistrzostw świata.

## Kariera
Największy sukces w karierze osiągnęła w 2015 roku, kiedy wspólnie z Aleksandrem Trietjakowem, Aleksandra Rodionową, Mariją Orłową, Aleksandrem Kasjanowem i Iłwirem Chuzinem wywalczyła brązowy medal w zawodach drużynowych podczas mistrzostw świata FIBT w Winterbergu. Jest to jedyny medal wywalczony przez nią na międzynarodowej imprezie tej rangi. Na tej samej imprezie zajęła także dwunaste miejsce w dwójkach, startując w parze z Rodionową. W 2014 roku wzięła udział w igrzyskach olimpijskich w Soczi, zajmując szesnaste miejsce w dwójkach.